# Penonomé (stad)
Penonomé is een gemeente (in Panama un distrito genoemd) en provinciehoofdstad van de provincie Coclé in Panama. In 2015 was het inwoneraantal 92.000.
De gemeente bestaat uit de volgende elf deelgemeenten (corregimiento): Penonomé (de hoofdplaats, cabecera), Cañaveral, Coclé, Chiguirí Arriba, El Coco, El Valle de San Miguel (sedert 2012), Pajonal, Río Grande, Río Indio, Toabré en Tulú.